# Carrer de Tarragona
El carrer de Tarragona és un carrer de Barcelona que separa els districtes de Sants-Montjuïc a l'oest (barri d'Hostafrancs) i l'Eixample a l'est (barri de la Nova Esquerra de l'Eixample). Té uns set cents metres de llargada. Està dedicat a la població catalana de Tarragona.
Té un traçat recte des de la plaça d'Espanya (on comença la numeració de les cases) fins a la plaça dels Països Catalans en direcció nord-oest.
És adjacent al parc de Joan Miró (o parc de l'Escorxador) i l'antiga plaça de les Arenes.
Com que és el primer carrer vertical (en direcció cap al mar) de l'Esquerra de l'Eixample, estableix el punt d'inici d'alguns dels carrers longitudinals importants de l'Eixample: el carrer de la Diputació, el Carrer d'Aragó, el carrer de València i l'avinguda de Roma.